# Duosperma fanshawei
Duosperma fanshawei är en akantusväxtart som beskrevs av Richard Kenneth Brummitt. Duosperma fanshawei ingår i släktet Duosperma och familjen akantusväxter. Inga underarter finns listade i Catalogue of Life.